# كيوبز أو إس
كيوبز إو إس (بالإنجليزية: Qubes OS)‏ هو نظام تشغيل حر مفتوح المصدر يهدف لتوفير الأمان من خلال العزل. يقوم كيوبز بعزل البرمجيات من خلال استخدام المحاكاة الافتراضية، حيث يتم تخصيص آلة افتراضية لكل برمجية لغرض عزلها باستخدام مرقاب الأجهزة الافتراضية زن.

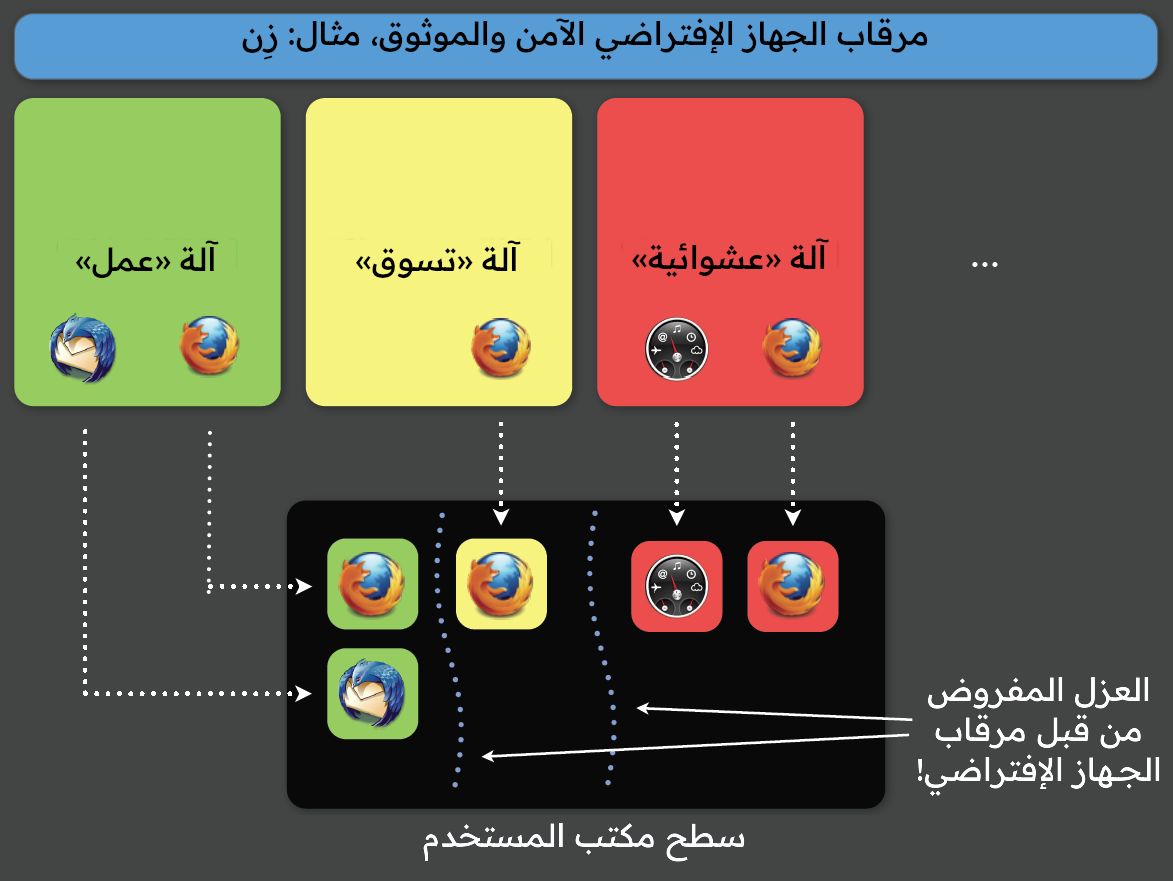
مستويات العزل في كيوبز أو إس

يدعم كيوبز أو إس العديد من أنظمة التشغيل، وهو يشمل دبيان، وفِدورا، وهونكس بشكل افتراضي، مع دعمه لأنظمة التشغيل الأخرى مثل ويندوز، وأوبونتو، وآرش، وسينت أو إس، وجنتو، وغيرها.